# Krogle nad Broadwayem
Krogle nad Broadwayem (angleško Bullets over Broadway) je ameriški črno komični-kriminalni film iz leta 1994, ki ga je režiral in zanj skupaj z Douglasom McGrathom napisal scenarij Woody Allen. V glavnih vlogah nastopa večje število igralcev, tudi John Cusack, Dianne Wiest, Chazz Palminteri in Jennifer Tilly. Zgodba govori o mladem dramatiku Davidu Shaynu (Cusack), ki je zaradi financiranja svoje predstave prisiljen najeti netalentirano dekle gangsterja Olive Neal (Tilly).
Film je bil nominiran za sedem oskarjev, tudi Allen in McGrath za najboljši scenarij, Allen za najboljšo režijo ter Tilly in Palminteri za najboljšo žensko in moško stransko vlogo. Edinega oskarja je film prinesel Dianne Wiest za najboljšo žensko stranko vlogo, isto nagrado je prejela že leta 1986, prav tako za Allenov film Hanna in njeni sestri. Allen je po filmu priredil tudi glasbeno igro Bullets Over Broadway.

## Vloge
- John Cusack kot David Shayne
- Dianne Wiest kot Helen Sinclair
- Jennifer Tilly kot Olive Neal
- Chazz Palminteri kot Cheech
- Mary-Louise Parker kot Ellen
- Jack Warden kot Julian Marx
- Joe Viterelli kot Nick Valenti
- Rob Reiner kot Sheldon Flender
- Tracey Ullman kot Eden Brent
- Jim Broadbent kot Warner Purcell
- Harvey Fierstein kot Sid Loomis
- Stacey Nelkin kot Rita
- Edie Falco kot Lorna
- Benay Venuta kot gledališki mecen
- Debi Mazar kot Violet
- Małgorzata Zajączkowska kot Lili
- Tony Sirico kot Rocco
- Tony Darrow kot Aldo